# Altaarstuk van het schrijnwerkerambacht
Het Altaarstuk van het schrijnwerkerambacht werd ca. 1511 door Quinten Massijs vervaardigd in opdracht van datzelfde ambacht. De Bewening van Christus op het middenpaneel wordt ook wel Nood Gods genoemd. Omdat de zijpanelen De Onthoofding van Johannes de Doper en Heilige Johannes in de olie bevatten, wordt het ook weleens het Passie-altaar genoemd. De panelen behoren tot de collectie van het Koninklijk Museum voor Schone Kunsten Antwerpen, waar het geheel de inventarisnummers 245-249 beslaat.

## Context
In 1497 splitsten de Antwerpse ambacht van de schrijnwerkers zich af van dat van de kuipers. Dat had tot gevolg dat ze een nieuw altaarstuk nodig hadden. Hun eerste aanspreekpunt waren de Leuvense beeldhouwers Peterceels en Van Kessel. Dat ging echter niet door en in 1503 richtten ze zich tot een Antwerpse beeldhouwer. Ook dat plan mislukte en in 1508 kreeg de schilder Quinten Massijs de opdracht. Massijs had reeds eerder een altaarstuk met kruisafneming – het centrale thema van het schrijnwerkeraltaarstuk – gemaakt voor de kuipers. De zijluiken werden in beslag genomen door de patroonheiligen van de schrijnwerkers, Johannes de Doper en Johannes Evangelist. Het contract tussen beide partijen is bewaard gebleven en daar konden kunstwetenschappers uit afleiden dat Massijs in drie delen 300 gulden ontving voor zijn arbeid. Toen het werk af was (op 26 augustus 1511), besliste men echter om in de plaats van de 300 gulden een fonds in te richten voor Massijs’ kinderen Quinten en Catharina uit zijn eerste huwelijk met Alijt van Tuylt.
Hoewel Massijs pas de vierde keuze van de schrijnwerkerambacht werd, was dit hoegenaamd niet vanwege zijn slechte reputatie als kunstenaar. De periode waarin dit altaarstuk tot stand kwam, was namelijk het hoogtepunt van Massijs’ carrière. Hij genoot een internationale reputatie en kreeg diverse grote opdrachten. Zo schilderde hij tussen 1507 en 1509 voor de Leuvense Broederschap van St. Anna het St. Annaretabel (kapel St. Pieterskerk Leuven; Koninklijke Musea voor Schone Kunsten van België Brussel). In dat laatste jaar, of kort erna, schilderde hij in opdracht van de Portugese koningin Dona Eleonora een Polyptiek van de Maagd van de Zeven Smarten (klooster van Madre de Deus te Xabregas, nabij Lissabon). Opvallend is dat het type (Maagd gezeten in gebed) en de kledij uit deze polyptiek grotendeels overeenkomen met die van de oudere vrouw aan de rechterkant van het middelste Schrijnwerkerspaneel. Hoewel het Madre de Deus-altaarstuk door diverse handen vervaardigd werd, lijkt het dat Massijs het Antwerpse altaar volledig zelf schilderde. Dat is niet verwonderlijk, gezien Massijs ongetwijfeld voorrang gaf aan een werk dat in de belangrijkste kerk van zijn eigen stad geplaatst zou worden en dat voor de rest van zijn carrière een bewijs van zijn roem zou zijn.
Wat enigszins vreemd is, is dat de schrijnwerkerambacht koos voor een volledig geschilderd altaarstuk. De bakmakers behoorden namelijk ook tot het schrijnwerkerambacht en zij stonden in voor het vervaardigen van de bakken waarin de in hout gesneden retabels werden vervat. Zo’n houten retabels waren ca. 1500 de meest gegeerde luxeproducten uit heel Europa. Soms opteerde men ervoor om de houten retabels te combineren met beschilderde luiken. De schrijnwerkerambacht opteerde echter voor een volledig geschilderd altaarstuk, vermoedelijk vanwege de aanslepende opdracht.
Als de voorgeschiedenis van de panelen al opmerkelijk was, is dat nog meer voor de gebeurtenissen na de vervaardiging van het werk. Negentien jaar na de plaatsing woedde er een enorme brand in de kerk. Het drieluik overleefde de brand echter, net zoals het kon ontsnappen aan de vernielingen van de Beeldenstorm in 1566. Elf jaar later wilden Filips II en Elisabeth I van Engeland het werk kopen. Maerten de Vos slaagde er echter in de stad te overtuigen het werk aan te kopen zodat het niet naar het buitenland verdween. Het altaarstuk verbleef kort in het stadhuis en werd in 1590 teruggeplaatst op het altaar van de Besnijdeniskapel in de oorspronkelijke kathedraal. Deze werd toen als Magistraatskapel gebruikt. Tijdens de Franse Revolutie verhinderde de Antwerpse schilder Willem Herreyns dat het werk openbaar geveild werd en door de Franse revolutionaire troepen naar Parijs werd gevoerd. Het werk werd toen (1798) overgebracht naar de École Centrale des Deux Nèthes. De waarde werd toen door de commissaris-schatter van de Franse Republiek samen me het volledige altaar, een marmeren trede en twee koperen deuren op 600 flor. Bepaald. De laatste stop in de bewogen geschiedenis van het altaarstuk was het Koninklijk Museum voor Schone Kunsten Antwerpen.

## Beschrijving

### Links: inv. 246: Onthoofding van Johannes de Doper (1511)
De binnenzijden van de zijvleugels tonen taferelen uit het leven van de patroonheiligen van de schrijnwerkerambacht. Links biedt Salomé het afgehakte hoofd van Johannes de Doper aan op een dienblad aan haar oom en stiefvader, koning Herodes, en haar moeder en koningin, Herodias. De legende gaat dat Herodes Salomé gevraagd had voor hem te dansen. Als tegenprestatie zou hij haar geven wat ze wilde. Salomé stemde in en eiste het afgehakte hoofd van Johannes de Doper. Waar Herodes sceptisch toekijkt en enigszins terugdeinst, prikt Herodias opgewekt met een mes in het hoofd. Het tafereel vertelt meer over zestiende-eeuwse eetgewoontes van de hogere klassen. Massijs schilderde een banket waarbij gerechten afgewisseld worden met dans, zang en spectaculaire optredens. In dit geval is het Salomé die het – letterlijk – bloedstollende entertainment voorziet. Het geheel was voorzien van alle denkbare pracht en praal. Desondanks stond er weinig op tafel. Enkel voor de belangrijkste gasten voorzag men het mooiste eetgerei. Duidelijk zichtbaar is dat wijn in koelemmers naast de tafels werd gezet. Op de voorgrond schilderde hij een jonge kamerdienaar en een hondje aan de leiband. Deze is verantwoordelijk voor het bijvullen van het voedsel en de drank. Hoger op een balkon zitten hofmuzikanten. Allen kijken ze gefascineerd, verbaasd en ook enigszins geanimeerd naar het ongewone gebeuren. De executie van Johannes de Doper zelf is ook in beeld gebracht; deze is zichtbaar door een boogopening tussen Herodias en Salomé.

### Midden: inv. 245: Bewening van Christus (1511)
In deze centrale Bewening van Christus of Nood Gods toont Massijs het lijk van Christus op een witte lijkwade. Het wordt omringd door tien monumentale figuren. Eén daarvan is Moeder Maria, ze knielt, huilt, bidt en houdt haar hoofd enigszins gebogen. Haar blauwe mantel contrasteert sterk met het felrode gewaad van Johannes. Jozef van Arimathea, die Massijs uiterst links en gehuld in rijkelijk goudbrokaat afbeeldde, ondersteunt het hoofd van Christus. Naast hem knielt Nicodemus, die de Heer onder zijn armen vasthoudt en hem op die manier frontaal naar de toeschouwer richt. Christus’ voeten worden gezalfd door Maria Magdalena. Zij maakt deel uit van de rechts afgebeelde groep vrouwen. Tussen Magdalena en Moeder Maria in grijpt Salomé de linkerpols van Christus. Met haar andere hand wijst ze Moeder Maria (haar oudere halfzus) aan. Achter de twee vrouwen staan Maria Kleophas, die een spons (arma Christi) vasthoudt, en een oudere vrouw. Die laatste is gekleed in een grauwgrijze mantel en bidt huilend. Achter Nicodemus en Jozef staat een onbekende man die het tafereel verschrikt gadeslaat. Hij houdt een witte doek en doornenkroon in zijn hand. De oude vrouw en onbekende man zijn moeilijk te identificeren. J.P. Massaut meende dat het ging om een dienaar en dienares. De vrouw zou eventueel ook de moeder van de zonen van Zebedeüs kunnen zijn. Humanisten bekritiseerden namelijk de identificatie van haar met Maria Salomé. Het kan daarom dat Massijs beide vrouwen, die hedendaagse historici als één figuur beschouwen, als twee aparte figuren beschouwde.
De figurengroep vormt volgens Maximiliaan Martens een fries vlak bij het beeldvlak. Achter de groep is Golgotha te zien. Op de berg staan drie kruisen met stervende moordenaars. Vier andere figuren handelen de kruisafneming af. Helemaal rechts op het paneel schilderde Massijs drie figuren die het graf voorbereiden. Uiterst links laat een doorkijkluik de toeschouwer de stad Jeruzalem zien. Het is gesitueerd in een atmosferisch berglandschap.

### Rechts: inv. 248: Heilige Johannes in de olie (1511)
Het rechterpaneel beeldt de Marteling van Johannes Evangelist uit. Zittend in een ketel met kokend hete olie richt hij lijdzaam zijn handen en ogen ten hemel. De voorgrond toont twee beulen die het vuur verder aanwakkeren. Achteraan schilderde Massijs enkele ruiters. De meest linkse is keizer Domitianus. Hij is te herkennen aan het schimmelpaard en de rijkelijk versierde tulband. Hij kijkt schrijlings naar zijn adviseur die met zijn wijzende vinger het vonnis extra benadrukt. Uiterst rechts zijn twee lelijke tronies druk aan het converseren, terwijl een derde op een klaroen blaast. De rij achter hen toont nog meer boosaardige mannen. Een knaap kijkt tot slot toe vanuit een boom. Het gehele tafereel speelt zich af buiten de stadsmuren.

### Buiten: inv. 247: Johannes de Doper (1511) en inv. 248: Heilige Johannes (1511)
Johannes de Doper en Johannes de Evangelist staan respectievelijk op de linkse en rechtse buitenluiken van het altaarstuk. Massijs schilderde ze zich als beweeglijke stenen beelden in grisaille. Johannes de Doper wijst naar het Lam op de kaft van het boek in zijn linkerhand, terwijl Johannes de Evangelist de toeschouwer indringend aankijkt en het kwade bezweert door middel van het zegenende gebaar over de gifbeker. De achtergrond waartegen zij staan, is egaal.

### Geheel
In het altaarstuk valt de grote diversiteit aan visuele contrasten onmiddellijk op. Ten eerste is er het centrale rood-blauw-wit akkoord tussen de mantels van Johannes, Maria en de lijkwade van Christus.
Ten tweede is ook het verschil in de compositie van het centrale en de zijluik(en) duidelijk. De middelste compositie refereert aan Rogier van der Weydens Kruisafneming (Madrid, Museo Nacional del Prado). Vooral de monumentale treurgroep dicht bij het beeldvlak is een duidelijke referentie die de vijftiende-eeuwse toeschouwer ongetwijfeld meteen herkende. De standaardcompositie bestaat steeds uit Maria en haar Zoon, omsloten door levensgrote figuren op het voorplan. Links en rechts sluiten voorovergebogen figuren de compositie. Massijs’ toevoeging hieraan is de ovaalvorm die duidelijk zichtbaar wordt wanneer de blik van de toeschouwer start bij Jozef van Arimathea’s rechterarm, via het hoofd en gebogen lichaam van Christus naar Maria Magdalena’s handen en linkerarm gaat, om tot slot te eindigen bij de min of meer op gelijke hoogte geplaatste hoofden. Doordat Nicodemus Christus’ lichaam naar de toeschouwer draait, ontstaat een sterk visueel signaal. Dat refereert aan de individuele empathie met het lijden van de Verlosser dat door contemporaine theologen gepropageerd werd. In tegenstelling tot van der Weyden situeert Quinten Massijs zijn personages niet in een nauwe, ondiepe ruimte of voor een gouden achtergrond waardoor het lijkt alsof zij in een houten retabelbak staan. Eerder dan dat situeert hij ze voor een landschap met Italiaans atmosferisch perspectief. Dat bestaat uit de grot met het Christusgraf, de bergtop van Golgotha en het Hemelse Jeruzalem als een Vlaamse stad op een bergachtige locatie. Doordat de centrale groep zo groot is, lijkt ze enigszins los te staan van het landschap. Het landschap is complementair aan de figurengroep. De rots waarop de gekruisigden hangen, is een verderzetting van de verticale beweging tussen Johannes en Moeder Maria. De voorovergebogen houding van Maria Magdalena en de gebogen rug van Jozef van Arimathea, wordt herhaald in de boogvormige tombe. Het dient hier om de helling van Jeruzalem te nuanceren.
Ten derde contrasteert het middenpaneel met de zijpanelen omdat het een monumentaal devotietafereel in plaats van narratieve scènes vertoont. Inspiratie voor de zijpanelen ontleende Massijs wellicht aan De marteling van Johannes de Evangelist, uit Albrecht Dürers Apocalyps-serie uit 1498. Op basis van motieven uit deze houtsnede stelde Massijs zijn eigen compositie samen. Zo hergebruikt hij de houding van de jongeman die kokende olie over Johannes giet en die van de verwonderde page op het linkerluik. Ook keizer Domitianus heeft enkele trekken van Herodes. De omstanders uit de tribune van Dürer doen denken aan de muzikanten, eveneens gezeten op een tribune. Ook de stadspoort is een duidelijke verwijzing naar Dürers Marteling, hoewel Massijs deze spiegelde. Het is de Porta Latina in Rome, geïnspireerd op het Antwerpse steen met wapperende rijksadelaar.
Wellicht is het verschil in stijl tussen de zijpanelen en het middelste paneel deels te wijten aan de ontstaansgeschiedenis van het altaarstuk. In de zijluiken vallen de fantasierijke kostuums, energieke figuren, sterke licht-donkercontrasten, horror vacui en emotionele scènes op. Deze contrasteren met het meer ingetogen centrale paneel, maar maakt dat ze wel beter aansluiten bij de expressieve figuren die in gebeeldhouwde altaarstukken gebruikelijk waren.
De diversiteit in het werk is daarnaast ook duidelijk zichtbaar in de individuele psychologische gesteldheid van Massijs’ personages. Alle figuren reageren duidelijk anders op Christus’ dood. Lelijkheid en vervorming staat voor boosaardigheid (tronies). De dwaasheid van de brutale en nijdige toeschouwers en beulen contrasteert met de elegante en gereserveerde hoofse personages.
Tot slot zorgen ook opvallend rijke kledij voor diversiteit binnen het paneel. Salomé draagt een groen zijden overkleed met granaatappelmotieven en gestileerde bloemen. De page draagt goudlamé en Herodias is met juwelen overladen. De exotische hoofddeksels van Herodes en Domitianus baseerde Massijs op Dürers werk. Het vrouwelijke schoonheidsideaal dat duidelijk afleesbaar is uit de verschijning van Herodias, Salomé en de jonge vrouwen op het centrale paneel, is daarentegen typisch voor Massijs. Hij verwerkte het reeds in het St. Annaretabel.

## Materiële aspecten

### Afmetingen
- Links
  - 260 × 120 cm (Dagmaat)
  - 297 × 155 × 20 cm, 120 kg (Inclusief lijst)
- Midden
  - 260 × 263 cm (Dagmaat)
  - 297 × 310 × 20 cm, 250 kg (Inclusief lijst)
- Rechts
  - 260 × 120 cm (Dagmaat)
  - 297 × 155 × 20 cm, 123,4 kg (Inclusief lijst)
- Geheel
  - 260 × 503 cm (Dagmaat)
  - 297 × 620 × 20 cm, 493,4 kg (Inclusief lijst, open toestand)
  - 297 × 310 cm (Inclusief lijst, gesloten toestand)

## Referentielijst
- A.J.J. Delen, in Koninklijk Museum voor Schone Kunsten - Antwerpen. Beschrijvende Catalogus. I. Oude meesters, 1948, p. 192-193.
- Koninklijk Muzeum van Schoone Kunsten. Beschrijvend Catalogus. I. Oude meesters, 1905, p. 204-205.
- Catalogue du Musée d'Anvers. Publié par le Conseil d'administration de l'académie Royale des Beaux-Arts, 1857, nr. 36.
- Catalogue du Musée d'Anvers. Publié par le Conseil d'administration de l'académie Royale des Beaux-Arts, 1849, nr. 36.
- Catalogue du Musée d'Anvers. Publié par le Conseil d'administration de l'académie Royale des Beaux-Arts, 1845, nr. 36.
- Notice des tableaux exposés au Musée d'Anvers, Anvers: IMPRIMERIE DE PHILIPPE VILLE, 1829, nr. 2, 3, 4.
- Notice des Tableaux exposés au Musée d'Anvers. De l'Imprimerie de Philippe Ville, 1827, nr. 2, 3, 4.
- Notice des tableaux dont se compose Le Musée d'Anvers, Anvers: De l'Imprimerie de H.P. VANDER HEY, 1820, nr. 2.
- Notice des tableaux exposés au Musée d'Anvers, Anvers: l'Imprimerie de H.P. Vander Hey, 1817, nr. 6.